# Nora Fingscheidt
Nora Fingscheidt, née en 17 février 1983 à Brunswick (en Basse-Saxe), est une réalisatrice et scénariste allemande.

## Biographie
Depuis 2011, elle a été invitée à plusieurs reprises au festival de film Max Ophüls afin de concourir au prix du meilleur court métrage. En 2017, elle y remporte le prix principal pour son documentaire Ohne diese Welt (Without this World).
Son premier long métrage, Benni (Systemsprenger), histoire d'une enfant de 9 ans en proie à des crises de violence incontrôlables, reçoit le prix Alfred Bauer à la Berlinale 2019. Lors de la 70e cérémonie du Deutscher Filmpreis en 2020, il remporte huit prix, dont ceux du meilleur film, de la meilleure réalisation, du meilleur scénario et trois prix d'interprétation,.

## Filmographie
Sauf indication contraire, les informations mentionnées dans cette section peuvent être confirmées par la base de données cinématographiques IMDb,  présente dans la section « Liens externes ».

### Réalisatrice
- 2009 : Auszeit (court métrage)
- 2011 : Entre les lignes (court métrage)
- 2011 : Synkope (court métrage)
- 2013 : Brüderlein (moyen métrage)
- 2014 : Boulevard's End (court métrage documentaire)
- 2016 : Die Lizenz (court métrage)
- 2017 : Ohne diese Welt (documentaire)
- 2019 : Benni (Systemsprenger)
- 2021 : Impardonnable (The Unforgivable) (Netflix)
- 2021 : H24 (série de courts métrages, Arte), épisode 1 : 07h - Signes
- 2024 : The Outrun

### Scénariste
- 2009 : Auszeit
- 2013 : Brüderlein
- 2014 : Boulevard's End
- 2017 : Ohne diese Welt
- 2019 : Benni (Systemsprenger)
- 2024 : The Outrun

### Actrice
- 2009 : Human Kapital : assistante réalisatrice
- 2015 : Beatrix

## Distinctions
Sauf indication contraire, les informations mentionnées dans cette section peuvent être confirmées par la base de données cinématographiques IMDb,  présente dans la section « Liens externes ».
- Berlinale 2019 : prix Alfred Bauer pour Benni
- Deutscher Filmpreis 2020 : meilleur film, meilleure réalisation et meilleur scénario pour Benni